# Gadhia
Gadhia fou un petit estat tributari protegit al sud de Kathiawar a la presidència de Bombai.
Està format per 2 pobles amb dos tributaris separats. Es troba proper al bosc de Gir. La població el 1881 era de 777 habitants. Els ingressos estimats eren de 250 lliures i el tribut pagat de 27 lliures al Gaikwar de Baroda i de 2 lliures al nawab de Junagarh.